# ГЕС Тіста VI
ГЕС Тіста VI — гідроелектростанція, яка споруджується на сході Індії у штаті Сіккім. Знаходячись між ГЕС Тіста V (вище за течією) та ГЕС Тіста-Нижня ІІІ, входить до складу каскаду на річці Тіста, котра дренує східну частину Гімалаїв (район між Непалом та Бутаном) і впадає праворуч до Брахмапутри.
В межах проекту річку перекрили бетонною греблею висотою 34 метри та довжиною 114 метрів, яка потребувала 380 тис. м3 матеріалу. Вона спрямовуватиме ресурс у два дериваційні тунелі довжиною по 13,7 км, котрі переходитимуть у чотири напірні шахти довжиною по 130 метрів та діаметром по 5,4 метра.
Для машинного залу обрали варіант із підземним виконанням. В ньому повинні розміститись чотири турбіни типу Френсіс потужністю по 125 МВт, які працюватимуть при напорі у 103,2 метра.
Відпрацьована вода повертатиметься в річку через чотири відвідні тунелі довжиною по 250 метрів та діаметром по 8,5 метра.
Первісно планувалось завершити станцію ще в 2012-му, проте вже після настання цього терміну, в 2014-му, оголосили про його затримку щонайменше на чотири роки, причиною чого назвали відсутність необхідного погодження з боку лісоохоронної агенції. На тлі цього компанія, котра реалізовувала проект — Lanco Teesta Hydro Power, потрапила у скрутне фінансове становище і в 2018-му була вимушена поступитись часткою у 51 % комітету кредиторів. Можливо також відзначити, що станом на 2015 рік були виконані 98 % бетонних робіт по греблі, проведена екскавація машинного залу, трансформаторного приміщення, балансуючого резервуару, напірних шахт, відвідного тунелю та понад 50 % підвідних тунелів.